# Suzannah Ibsen

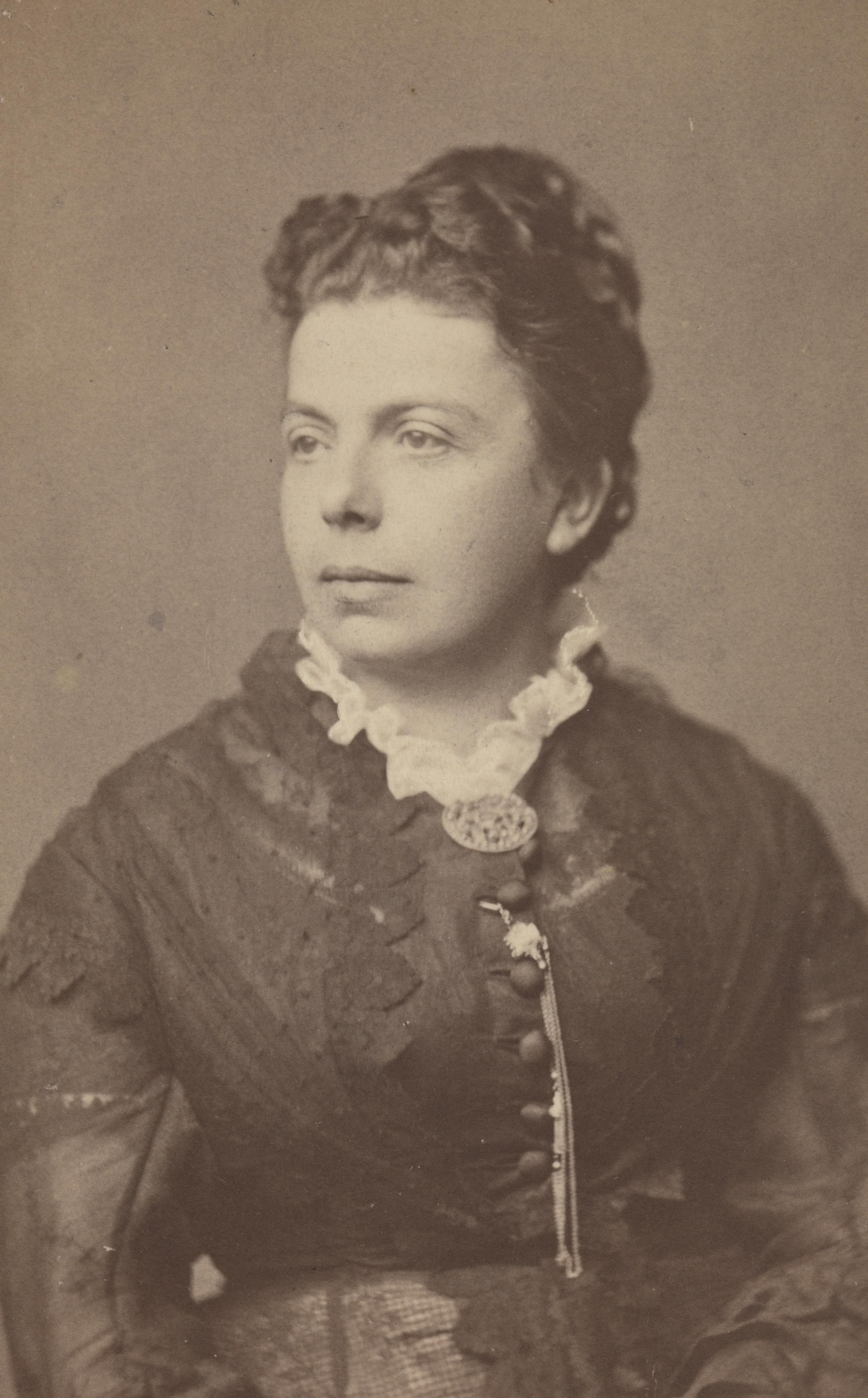
Suzannah Ibsen, född Thoresen

Suzannah Daae Ibsen, (alternativ stavning Susanna Ibsen förekommer), född Thoresen, född den 26 juni 1832 i Herøy, Møre og Romsdal, död den 3 april 1914 i Kristiania, var en norsk prästdotter och hustru till dramatikern Henrik Ibsen samt mor till Sigurd Ibsen. Hon har beskrivits som sin makes "litterära rådgivare".
Suzannah Thoresen var dotter till prästen H.C. Thoresen och växte upp med författaren Magdalene Thoresen som styvmor. Vid en litterär salong i föräldrahemmet träffade hon för första gången Ibsen. De båda förlovade sig 1856 och gifte sig den 18 juni 1858.
Suzannah Ibsen var även själv litterärt verksam, och översatte 1858 Gustav Freytags pjäs Graf Waldemar till norska.
Ibsen, vilken brukade referera till sin hustru som "Örnen", har i ett brev från 1870 skrivit följande om henne:
Hun er en karakter som jeg netop behöver — ulogisk, men med et stærkt poetisk instinkt, med et storsindet tænkesæt og med et næsten voldsomt had til alle smålige hensyn.
2008 publicerade författaren Astrid Sæther en biografi över Suzannah Ibsen: Suzannah - Fru Ibsen (Gyldendal förlag). Den norske dramatikern Jon Fosse har skrivit en pjäs om henne kallad Suzannah, vilken även spelats i Sverige.